# Слупский, Иван Блажеевич
Ива́н Блаже́евич Слу́пский (1826—1891) — архитектор, академик архитектуры Императорской Академии художеств.

## Биография
Учился в Варшавской художественной школе, которую закончил в 1850 году, вольноприходящий ученик Императорской Академии художеств (1851—1854). Звание неклассного художника (1854) за «проект вокзала на берегу моря». Был признан «назначенным в академики» за «проект железнодорожной станции»(1858). В 1861 году избран в академики.
Работал в Министерстве путей сообщения (1850—1873), с 1876 года — архитектор при петербургской городской управе. Статский советник.
Проживал в собственном доме по адресу Подольская улица, 36. Скончался 17 (29) октября 1891 года, похоронен на Митрофаниевское кладбище в Санкт-Петербурге.  

## Проекты и постройки

### Санкт-Петербург
- Здание Компании для хранения и залога движимых имуществ (включено в существующее здание). Гороховая улица, 47 (1857; перестроено)[5];
- Доходный дом М. И. Костюриной (реконструкция). 5-я линия ВО, 8 — Бугский переулок, 1х (1860; перестроен)[6];
- Подворье и часовня Коневского Рождественско-Богородицкого монастыря. Загородный проспект, 7 (1864—1866)[7];
- Церковь иконы Божией Матери Коневская на подворье Коневского монастыря. Загородный проспект, 7 (1866);
- Особняк Васильевых. 6-я Красноармейская улица, 25 (1873; расширен и перестроен)[8];
- Дом И. Б. Слупского (перестройка). Подольская улица, 36 (1875)[9];
- Доходный дом (надстройка и расширение). 13-я Красноармейская улица, 6 (1875)[10];
- Доходный дом (правая часть). Люблинский переулок, 9 (1876)[11];
- Доходный дом. Калужский переулок, 4 (1880)[12];
- Доходный дом. Московский проспект, 57 (1880—1881)[13];
- Здание отделения для малолетних Александро-Невского Антониевского духовного училища. Набережная Обводного канала, 9 (1882)[14];
- Запасной дом великого князя Павла Александровича. Улица Писарева, 6 (1889—1891)[15];
- Часовня Спасо-Преображенского собора. Преображенская площадь, 1Б (1886)[16].

### Ленинградская область
- Церковь Николая Чудотворца. Лужский район, деревня Рель (1870—1886)[17];
- Церковь Иконы Божией Матери Коневская в Коневском скиту Коневского монастыря. Приозерский район, остров Коневец (1874—1876)[18];
- Коневский скит Коневского монастыря. Приозерский район, остров Коневец (1876)[19];
- Церковь Рождества Христова. Сланцевский район, Старополье (1878—1888)[20].